# کلیمت (مینه‌سوتا)
کلیمت، مینه‌سوتا (به انگلیسی: Calumet, Minnesota) یک شهر در ایالات متحده آمریکا است که در مینه‌سوتا واقع شده‌است.

## خصوصیات
کلیمت ۴٫۰۹ کیلومترمربع مساحت و ۳۶۷ نفر جمعیت دارد و ۴۲۱ متر بالاتر از سطح دریا واقع شده‌است.